# Riquet
Riquet – stacja linii 7 metra w Paryżu, położona w 19. dzielnicy.

## Stacja
Stacja została otwarta w 1910 roku.
Nazwa stacji, podobnie jak nazwa pobliskiej ulicy, upamiętnia francuskiego inżyniera Pierre’a Paula Riquet (barona Bonrepos; ur. 1604 w Béziers, zm. 1680 w Tuluzie), który zaplanował i rozpoczął w 1666 r. budowę Kanału Południowego we Francji, zakończoną przez jego synów.

## Przesiadki
Stacja umożliwia przesiadki na autobusy dzienne RATP i nocne Noctilien.

## Otoczenie
- sztuczny zbiornik wodny Bassin de la Villette
- kanał Ourcq
- zespół budynków Orgues de Flandre

## Galeria

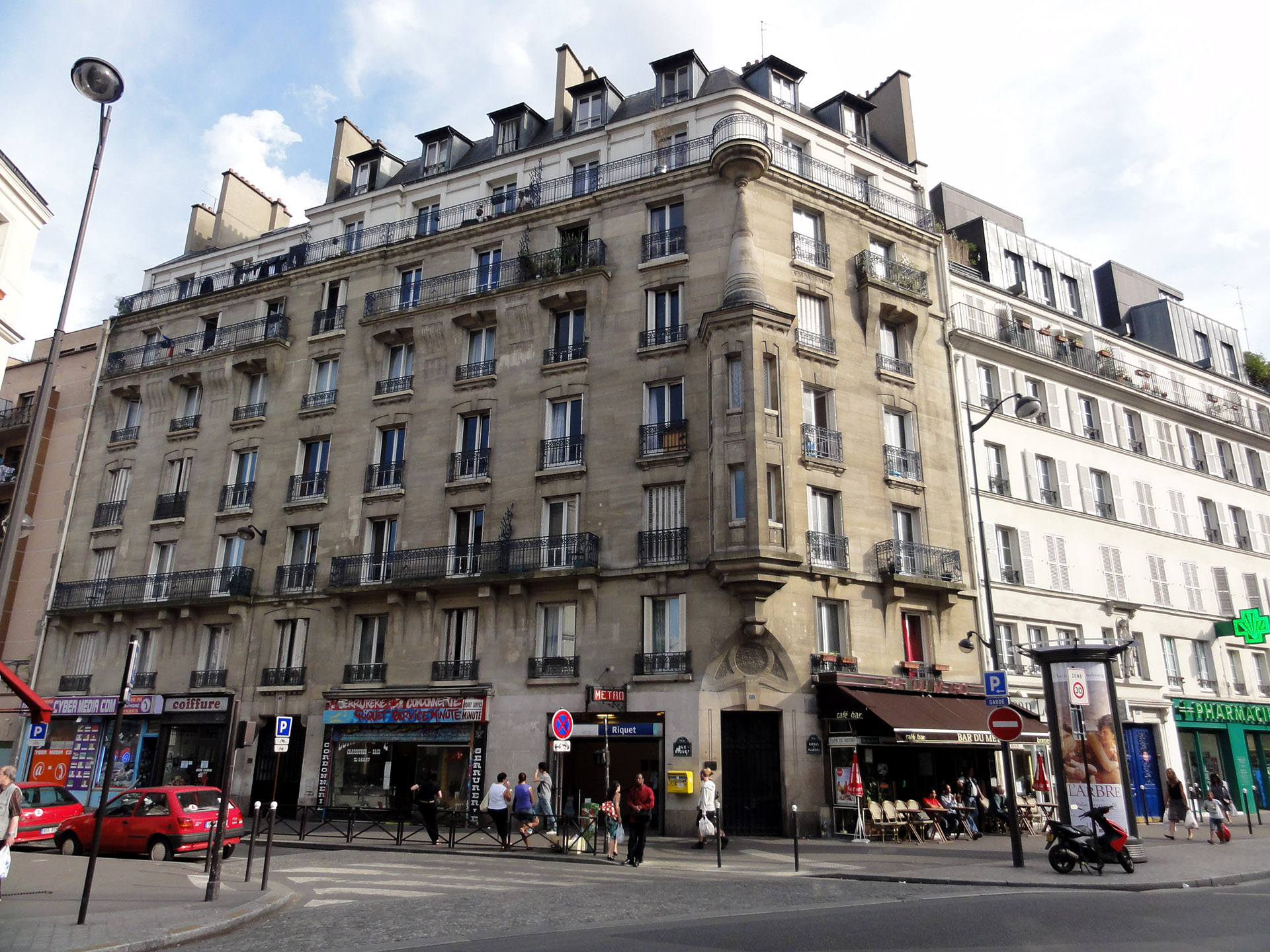
Wejście na stację ulokowane na parterze budynku mieszkalnego
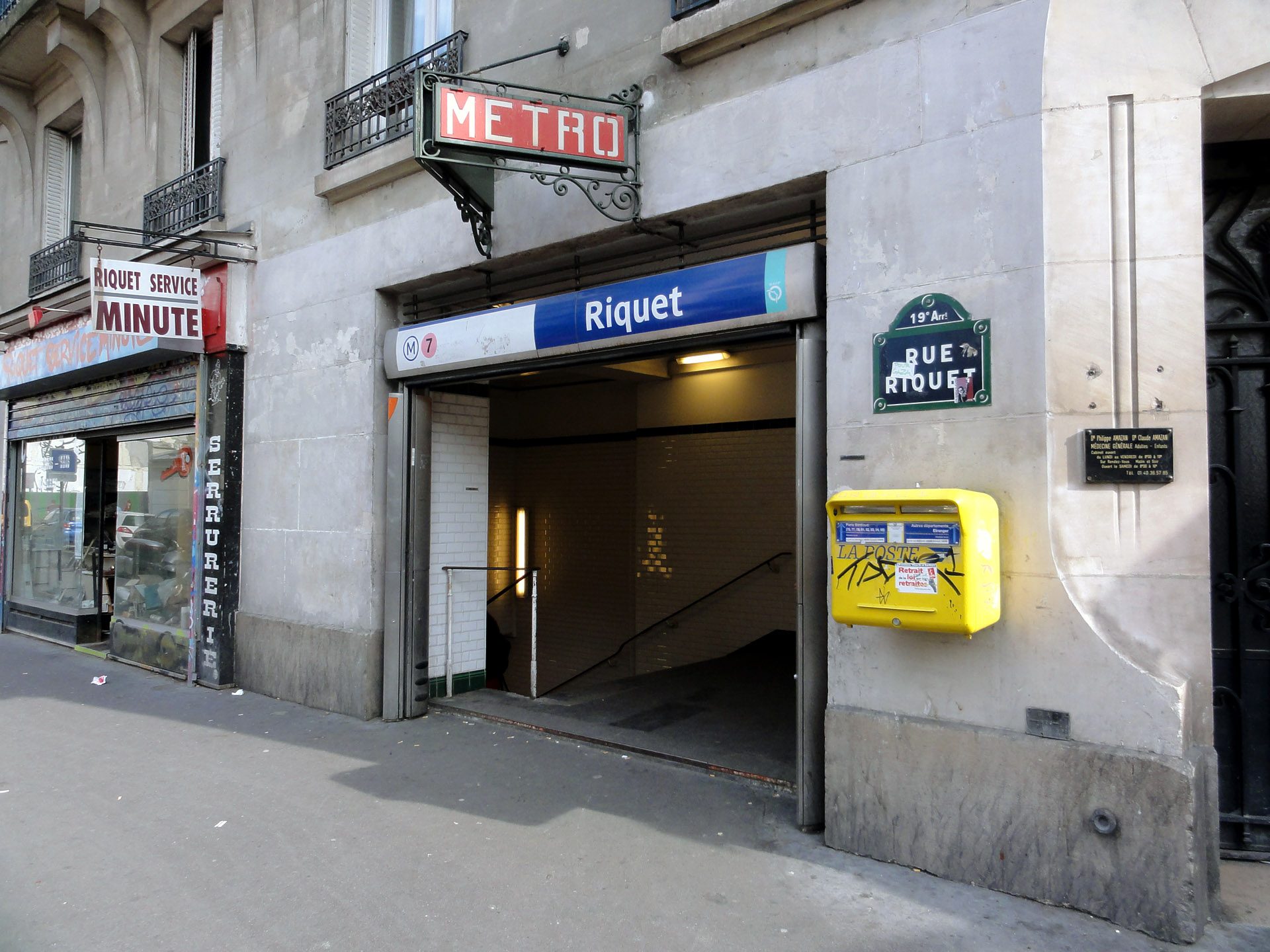
Szczegółowy widok wejścia
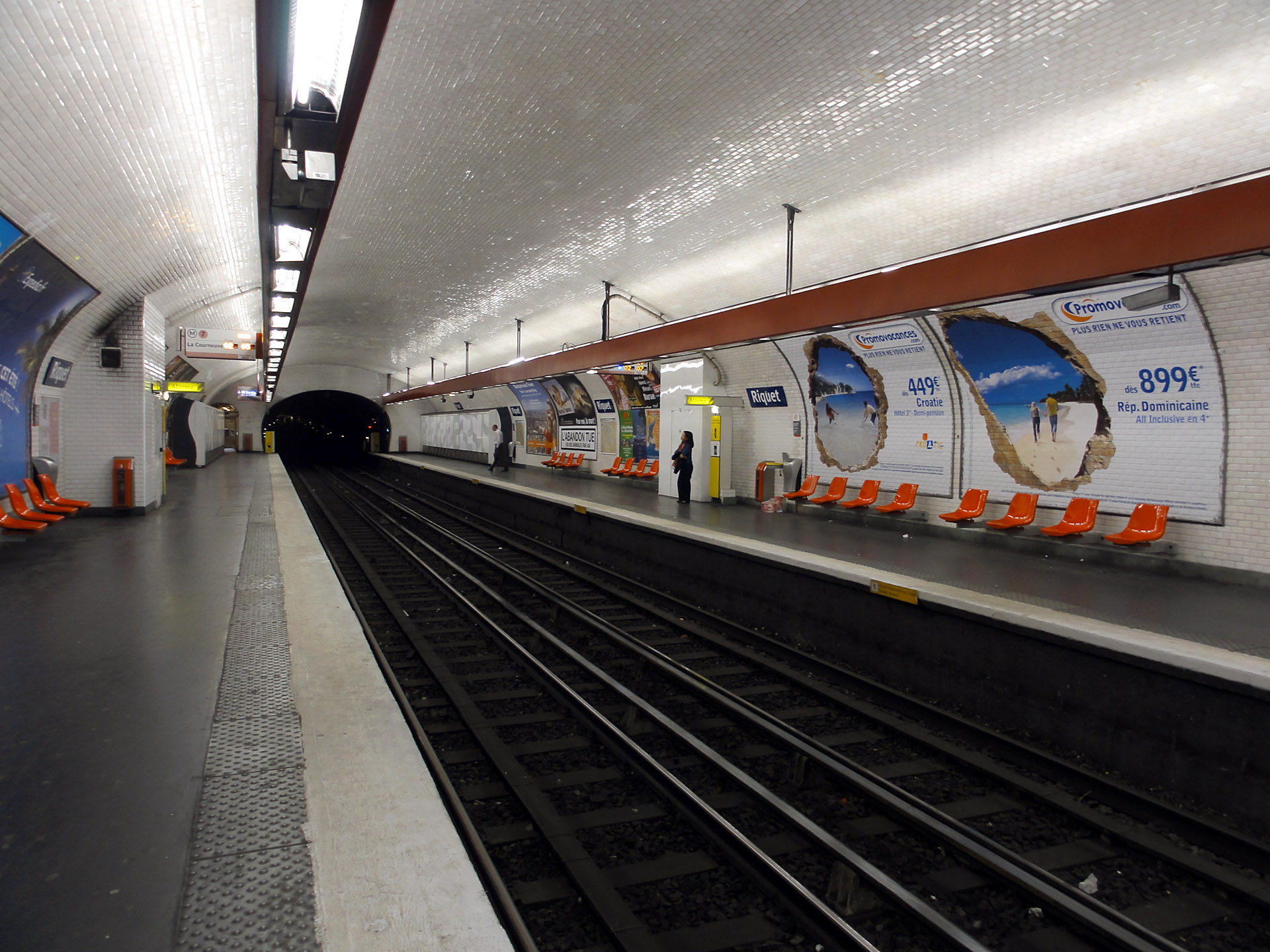
Perony stacji
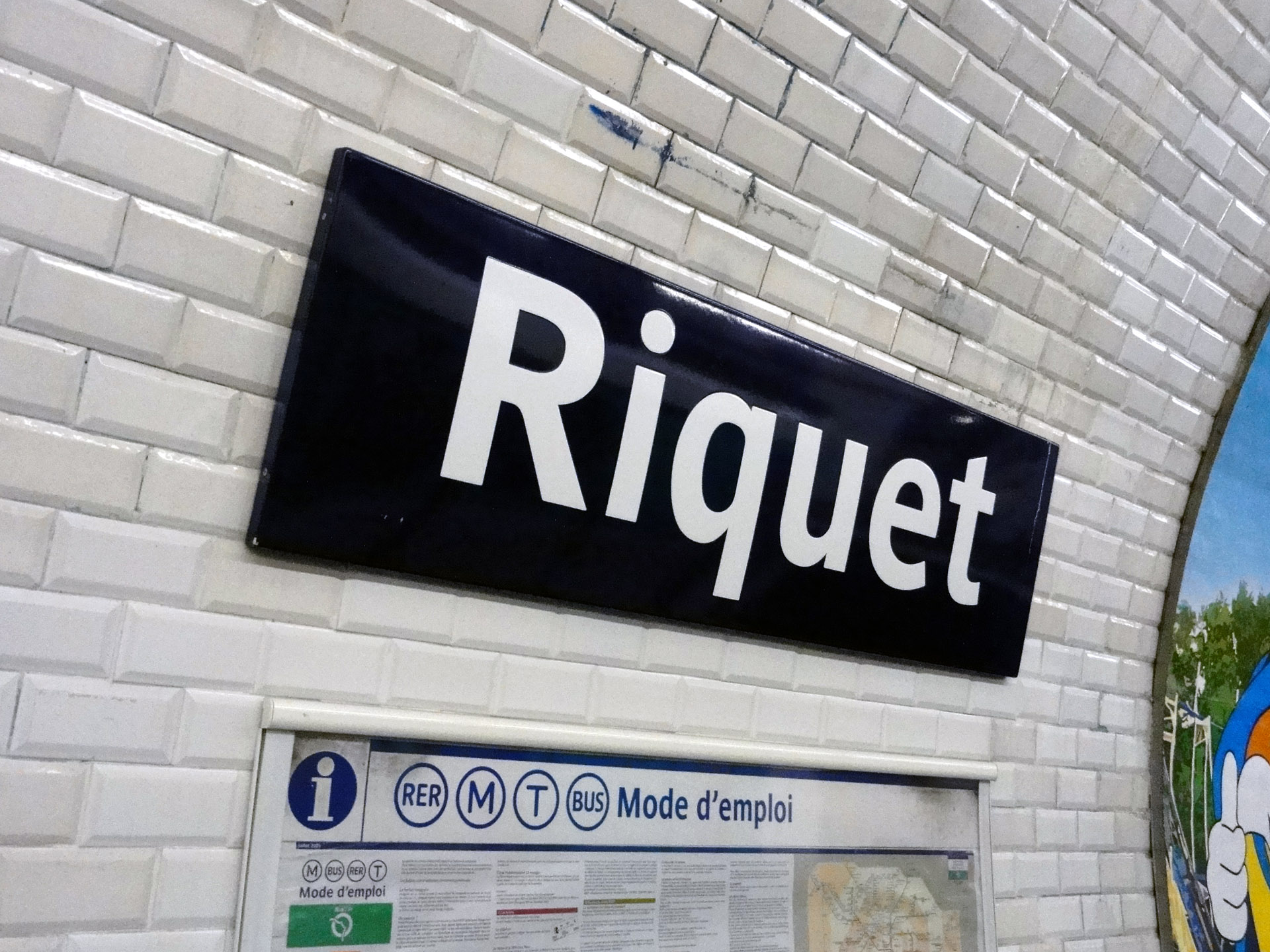
Tablica z nazwą stacji